# Сырцов, Николай Александрович
Николай Александрович Сырцов (род. 27 июня 1971) — советский и российский хоккеист, защитник. Мастер спорта.

## Биография
Член хоккейной семьи Сырцовых, сын Александра Сырцова. Воспитанник воскресенского «Химика». 24 ноября 1988 года дебютировал в чемпионате СССР, в домашнем матче против «Динамо» Харьков (3:5) проведя единственную игру в сезоне. Два следующих сезона провёл в команде первой лиги СКА МВО. Четыре сезона отыграл в «Химике», три — в нижегородском «Торпедо». Сезон 1998/99 провёл в американских командах «Лас-Вегас Тандер» (IHL) и «Порт-Гурон Бордер Кэтс» (UHL). Следующий сезон начал в высшей лиге в составе «Химика». В конце октября покинул команду, перестав отвечать требованиям главного тренера Владимиром Васильевым. Подыскивал зарубежную команду, два гостевых матча - 30 октября против «Северстали» (1:3) и 1 ноября против СКА (2:3) - провёл за «Нефтехимик». В конце января вернулся в «Химик». Сезон 2000/01 провёл в австрийском «Инсбруке». Четыре сезона отыграл за СКА, завершил карьеру в «Химике» (2005/06 — 2006/07).
Детский тренер в Испании.